# موازنه
موازنه نوعی از سجع متوازن و متوازی  است که فقط مربوط به قافیه در شعر یا آخر جمله یا عبارت در نثر نباشد.
موازنه چنان است که از اول تا آخر مطلب (نظم یا نثر) کلماتی را بیاورند که هرکدام با قرینهٔ خود در «وزن» یکی باشند و در حرفِ حروف قافیه 《رَوی》 (حروف هم‌وزنِ آخرِ دو کلمه)، متفاوت باشند.

## موازنه در نثر
«فلان را کرم بی‌شمار است و هنر بی‌حساب، دارای عزمی است متین و طبعی کریم.»

## موازنه در شعر
در بعضی موارد ممکن است دو بیتِ متوالی را قرینهٔ یکدیگر قرار دهند و از «صنعت/ صناعت/ آرایهٔ موازنه» استفاده کنند؛ مانند:
| بختِ آیینه ندارم که در او می‌نگری |  | خاکِ بازار نیرزم که بر او می‌گذری |

(سعدی)
مثالی دیگر:
| آنکـه مـالِ خـزایـنِ گیتـی |  | نیست با جودِ دستِ او بسیار |
| وآنکه کشفِ سَرایرِ گردون    |  | نیست در پیشِ طبعِ او دشوار |

مثالی دیگر:
| بلند آن سر که او خواهد بلندش |  | نژند آن دل که او خواهد نژندش |

(وحشی بافقی)